# Condensateur plan
Le modèle du condensateur plan constitue la base de l'approche théorique des condensateurs. Il consiste en deux plaques parallèles, infinies, chargées de part et d'autre d'un diélectrique.

## Expression de la capacité
On peut ainsi établir l'expression de la capacité électrique (farad), qui est le rapport entre la charge électrique (coulomb) des plaques sur leur différence de potentiel (volt) :
{\displaystyle C={\frac {Q}{U}}}
Si on note e la distance (mètre) entre les deux plaques, S la surface (mètre carré) de chaque plaque, et ε = ε0×εr la permittivité diélectrique du milieu entre les plaques, alors on peut établir :
{\displaystyle C\approx {\frac {\varepsilon S}{e}}}
La plupart des condensateurs réels fonctionnent sur ce même principe, mais, puisque la capacité est proportionnelle à la surface des plaques, on a souvent recours à des enroulements - ce qui donne des condensateurs cylindriques - ou des empilements - ce qui donne des condensateurs pavés. Le modèle du condensateur plan s'applique pourtant avec une bonne précision à ces cas, car les effets de bords ont un effet négligeable sur la capacité.

## Limites du modèle
En particulier, l'expression de la capacité donnée ci-dessus implique une transmission quasi instantanée du potentiel électrique entre les deux plaques. Dans la réalité, cela n'est vérifié qu'en se plaçant dans l'ARQS. Pour des signaux de fréquence trop élevée, ou des condensateurs de dimensions trop importantes pour vérifier l'ARQS, des phénomènes de propagation électromagnétique interviennent et modifient le comportement du condensateur.